# Daniel Dantas (empresário)
Daniel Valente Dantas (Salvador, 3 de outubro de 1954) é um banqueiro e empresário brasileiro, fundador do Banco Opportunity, uma instituição especializada em gestão de ativos. Dantas possui formação em Engenharia pela UFBA e pós-graduação em Economia pela FGV. Posteriormente, obteve mestrado e doutorado na FGV e realizou pós-doutorado no Massachusetts Institute of Technology (MIT), nos Estados Unidos.
Após anos, em fevereiro de 2012, Daniel Dantas e outras 11 pessoas foram absolvidos das acusações relacionadas à Operação Chacal. A decisão foi proferida pela juíza Adriana Freisleben de Zanetti, da 5ª Vara Penal Federal de São Paulo.  Além da Operação Chacal, Dantas esteve envolvido em outras investigações, como a Operação Satiagraha, que posteriormente anulada pelo Superior Tribunal de Justiça (STJ) em 2011, decisão confirmada pelo Supremo Tribunal Federal (STF) em 2015.
Atualmente, Daniel Dantas continua atuando no mercado financeiro por meio do Opportunity, além de suas atividades no setor financeiro, Dantas é um dos maiores proprietários de terras agrícolas no Brasil, controlando empresas nos setores de petróleo, mineração, biocombustíveis e agronegócio. Sua trajetória é marcada por controvérsias, o que o torna uma figura polêmica no cenário empresarial brasileiro.

## Biografia

### Origem
Daniel é membro de uma das mais tradicionais famílias da Bahia, cujo patriarca foi o Barão de Jeremoabo, Cícero Dantas Martins, que é nome de município na Bahia. Cícero Dantas, filho do comendador João Dantas dos Reis, foi um poderoso latifundiário na região de Itapicuru, nordeste da Bahia, onde ficava a sede do latifúndio, que abrangia Jeremoabo, Tucano, Olindina, Antas, Canudos e Alagoinhas, dentre outros municípios. A sede da fazenda tem o nome de Camuciatá (palavra indígena que significa "pote d'água"), pois está às margens do rio Itapicuru, e lá se encontra o casarão da família, uma espécie de museu particular dos Dantas, aberto a visitas com hora marcada. Além de latifundiário, Cícero Dantas foi também advogado e político dos mais influentes, usando sua influência para fazer com que o arraial de Canudos, fundado em suas terras por Antonio Conselheiro, fosse atacado e totalmente destruído por tropas federais, durante a Guerra de Canudos. Foi deputado por vários mandatos, e senador. Sua maior obra foi a construção do Engenho Bom Sucesso, na cidade de Santo Amaro, no Recôncavo baiano, juntamente com seu sogro, Antônio da Costa Pinto, e seu cunhado homônimo, Antônio da Costa Pinto. E foi com a boca adoçada que Dom Pedro II, concedeu os títulos de barão, ao fazendeiro Dantas; de conde, ao Visconde Costa Pinto e de Visconde, ao Barão Costa Pinto.
Daniel é filho da escritora e socialite Nicia Maria Valente e de Luís Raimundo ("Mundico") Tourinho Dantas, um empresário do setor têxtil. Desde cedo quis ter seus próprios negócios, e abriu, aos 17 anos, uma fábrica de sacolas de papel, em sociedade com dois amigos. O empreendimento foi muito bem sucedido e, após dois anos, ele o vendeu com lucro, abrindo então, com os mesmos sócios, um negócio de distribuição de cerveja.

### Formação
Formou-se em engenharia pela Universidade Federal da Bahia. Realizou estudos de pós-graduação em economia na Fundação Getulio Vargas, onde foi aluno do ex-ministro da Fazenda Mário Henrique Simonsen. Completou o mestrado e o doutorado em apenas dois anos, na própria FGV, e obteve o seu doutorado em 1982. Foi diretor-executivo da holding do Banco Icatu desde 1988 até a fundação do Opportunity, em 1994. Sua vasta experiência como administrador de recursos inclui posições executivas junto ao Bradesco Seguros S.A. (Vice-presidente de investimentos, 1985/86), às corretoras de valores Triplik (Diretor, 1983/85) e Prosper (Diretor, 1981), e à empresa de consultoria econômico-financeira Simposium (Diretor,1983), do Prof. Mário Henrique Simonsen.
Fez pós-doutorado no Instituto Tecnológico de Massachusetts, indicado por Franco Modigliani, prêmio Nobel de Economia de 1985, o qual Dantas ciceroneou durante um congresso de economia da Fundação Getúlio Vargas.

### Negócios
Em 1986 Dantas associou-se aos irmãos Kati e Luis Antônio, filhos de Antônio Carlos Almeida Braga, o "Braguinha", controlador da seguradora Atlântica Boavista, que havia sido incorporada pelo Banco Bradesco. Nessa ocasião adquiriu a fama de "mago das finanças". Sua saída do Bradesco ocorreu junto com Braguinha, considerado o seu "mestre no mundo das finanças".
No Banco Icatu, Dantas notabilizou-se por realizar investimentos que davam resultados extraordinários. Como, por exemplo, investir em mercadorias como café, laranja e cacau pouco antes da edição do Plano Collor, em março de 1990. Este plano viria a confiscar todos os ativos financeiros bancários. Dessa forma Dantas pôde exportar as mercadorias que adquirira, obtendo assim recursos para atravessar a crise de liquidez que afetava os demais empresários e banqueiros.
Esse seu sucesso gerou boatos que alegavam que o Banco Icatu só não fora afetado pelo confisco porque Dantas teria recebido informações privilegiadas sobre o Plano Collor e que, antes do congelamento, ele havia sacado uma grande importância em dinheiro vivo do banco. Entretanto Gustavo Loyola, então diretor do Banco Central, declarou que não houve movimentação anormal de recursos no Banco Icatu às vésperas da decretação do Plano Collor.
Tornou-se amigo de Luis Eduardo Magalhães e a partir dai, consolidou estreita relação com Antônio Carlos Magalhães, tornando-se seu afilhado político e principal conselheiro financeiro. Foi encarregado por ACM de negociar uma solução para o Banco Econômico com Pedro Malan e Gustavo Loyola, então presidente do Banco Central. A partir de sua ligação com ACM, criou laços com o PFL.
Dantas antecipara que a onda de privatizações acabaria por chegar ao Brasil e seria uma das políticas a serem adotadas pelo governo do então recém-eleito presidente Fernando Henrique Cardoso:  “Temos uma mentalidade colonizada, e sempre acabamos imitando o que se faz lá fora” (…)". Com base nessa previsão, Dantas determinou ao Banco Icatu que investisse em ações de empresas estatais em vias de serem privatizadas, especialmente Telebrás, o que viria a trazer lucros extraordinários àquele banco.
Daniel Dantas deixou o Banco Icatu em 1993 e em 1994 se uniu a Dorio Ferman criando o Opportunity, uma das primeiras empresas de gestão independentes do Brasil, com um patrimônio sob gestão de 70 milhões de dólares. Dorio Ferman, controlador do Banco Lógica conheceu Daniel Dantas na FGV-RJ. O Banco Lógica, de Dorio Ferman,  passou a se chamar Banco Opportunity.

### Banco Opportunity
O economista fundou o Opportunity, empresa de Gestão independente de recursos, em 1994. Ele não fundou o Banco Opportunity, o Banco Opportunity existe desde que Daniel era garoto, porém se chamava Banco Lógica. É de propriedade de Dorio Ferman, que conheceu Dantas na FGV-RJ. Depois que Dantas se juntou à Dorio, o banqueiro mais velho mudou o nome do Banco Lógica para Opportunity. Na inauguração do Opportunity trabalhavam apenas seis pessoas, inclusive Dantas; em menos de um ano seu número elevou-se a noventa. Sua irmã, Verônica Dantas, ficou incumbida da parte administrativa do Asset Management e é a pessoa em quem Dantas mais confia.
Opportunity é um dos primeiros a atuar na gestão de fundos de Private Equity, com atuação determinante nas privatizações da década de 90, inauguramos o mercado de investimentos no exterior e participamos ativamente nas discussões regulatórias para aprimorar e dar mais segurança e transparência aos investidores brasileiros.  A destacada rentabilidade dos recursos geridos pelo Opportunity é reconhecida e marcada pela conquista de prêmios e pela alta classificação em rankings de publicações especializadas, em âmbito nacional e internacional.
Em conjunto, possuem sob gestão, aproximadamente, R$ 37,989 bilhões.
Em janeiro de 1990, Dantas participou, na companhia de Simonsen e André Lara Resende de uma reunião a convite do presidente Collor onde se discutiu o confisco do plano Collor. Alguns autores afirmam que "o bloqueio teria sido sugerido a Collor por Daniel Dantas", enquanto o próprio ex-presidente confirma que ele participou da reunião na condição de representante do mercado financeiro. No entanto, fontes do mercado e o próprio Collor, em entrevista ao jornal Gazeta Mercantil, em 7 de abril de 2008, são unânimes em afirmar que Dantas, como Simonsen, consideravam loucura o confisco dos depósitos de correntistas. Collor ofereceria ainda a Daniel a pasta do Ministério da Fazenda, que ele recusaria.
Vários grupos estavam interessados na privatização da Telesp, considerada a "joia da coroa" do sistema Telebrás, dentre eles a Telecom Italia, que formara uma parceria com as Organizações Globo, Bradesco, e grupo Vicunha com a finalidade de adquiri-la. Com a erupção da crise asiática, os italianos ficaram temerosos de que a Globo enfrentasse dificuldades financeiras e desistisse de seu compromisso. Por isso a representante da Telecom Italia no Brasil, Carla Cico, mencionou ao Opportunity que a Telecom Italia tinha interesse na compra de outra empresa de telefonia, caso seu consórcio com a Globo não viesse a prosperar. Dantas vendo no interesse da Telecom Italia a oportunidade de obter um apoio para o consórcio que criara para adquirir a Tele Norte-Leste, atual Telemar, interessou-se pela associação. A Telecom Italia embora sem se desligar do consórcio com a Globo, associou-se também ao do Opportunity.
Para participar da privatização de empresas de telefonia o grupo Opportunity criou dois fundos: um concebido com as empresas estatais brasileiras (Previ, Petros e Funcef); um estrangeiro, criado nas Ilhas Cayman, a ser capitalizado com funding do Citibank.O terceiro, o Opportunity Fund, existia desde 92 e contava com outros investidores do Opportunity. Para coordenar essas operações Dantas convidara Pérsio Arida ex-presidente do Banco Central no governo FHC para associar-se ao Opportunity. O Opportunity contratou ainda a economista Elena Landau, que comandara, na qualidade de diretora de desestatização do BNDES, as primeiras privatizações ocorridas no ainda no governo Itamar Franco e continuadas com FHC.
Esses fundos, mais os fundos do Opportunity, administrados como se fossem um só, constituíram um consórcios que participaram do Leilão de Privatização, e arremataram o controle da Tele Centro Sul (atual Brasil Telecom), bem como a Telemig e a Amazônia Celular.
O caso se transformou em uma das maiores disputas societárias da história econômica do Brasil. Seus desdobramentos transbordaram a esfera comercial e envolveram a imprensa, o governo e o poder judiciário, e deram origem a inúmeras acusações dos envolvidos: Opportunity, Telecom Italia, fundos de pensão (Previ, Petros, e Funcef) e o Citigroup.
Em março de 2007, Daniel Dantas negocia a compra da Editora Três, que publica a 'Isto É'. O que era tido como certo, teve uma reviravolta e o empresário Domingo Alzugaray, dono da editora à venda, teria enviado carta a Daniel Dantas comunicando sua desistência na venda.
Em 25 de abril de 2008, a Oi adquire o controle da Brasil Telecom. Com a aquisição, saem do controle da Brasil Telecom o GP, o Opportunity e o Citigroup.
Fora do setor de telecomunicações, o Opportunity investe em infraestrutura, mineração e agropecuária.

### Bemisa
Na mineração, os fundos de investimentos geridos pelo Opportuniy investem através da empresa Bemisa.  Entre os principais empreendimentos da Bemisa destacam a Mina Baratinha que explora minério de ferro na região Vale do Aço, no Estado de Minas Gerais, o projeto Pedra Branca que tem como objetivo extrair e processar minério de ferro, também em Minas Gerais e o Planalto Piauí, que tem mais de 1,0 bilhão de toneladas de minério de ferro magnético certificado pela SRK Consulting.
Em março de 2014, iniciou a implantação do projeto ‘Planalto Piauí’, de extração de mais de um bilhão de toneladas de minério de ferro magnetítico, no sul do estado.
Em 7 de agosto de 2014, a mina Baratinha foi reativada para produzir 2 milhões de toneladas anuais de concentrado de minério de ferro, o sinter feed de alta qualidade. Estudo da Bemisa concluiu que, a partir de 2015, a mina terá capacidade anual de produzir 2 milhões de toneladas de minério pelo método de lavra a céu aberto. Inicialmente, porém, a produção será em torno de 300 mil toneladas por ano. Vale lembrar que a mina está próxima a importantes pontos siderúrgicos do país.
Em 28 de março de 2018, a Bemisa assinou acordo para pagamento de participação nos resultados. Diretores do Sindicato Metabase de Itabira e Região e da empresa GO4 Participações e Empreendimentos S.A, do grupo Brasil Exploração Mineral S.A (Bemisa), assinaram acordo para que o empreendimento adote o Programa de Participação nos Lucros e Resultados (PPLR). A medida beneficiará 300 trabalhadores.

#### Outros projetos de Daniel Dantas
.A revista The Economist estimou que seu patrimônio em 2008 era de um bilhão de dólares, mas seu nome não está na relação de bilionários da Forbes em 2009.
Uma empresa controlada pelo seu fundo de investimento, Agropecuária Santa Bárbara Xinguara, é considerada a segunda maior desmatadora do Brasil, acumulando multas de R$325 milhões.

## Anulação da Operação Satiagraha
O resultado prático dessa operação foi o afastamento, determinado pela cúpula da Polícia Federal, dos três delegados incumbidos das investigações e a instauração de inquérito administrativo contra o juiz Fausto de Sanctis por ordem do Presidente do Supremo Tribunal Federal, Gilmar Mendes. Por sua vez, o ministro Tarso Genro (Justiça) pediu a abertura de sindicância para apurar se houve abusos de agentes da Polícia Federal durante a operação. O ministro reconheceu abusos na operação. Houve problemas de articulação política durante essas sanções perpetradas aos signatários da operação. As prisões seguidas e provenientes habeas corpus concedidos pelo ministro Gilmar Mendes nas duas vezes em menos de 48 horas geraram discussões contra e a favor. A opinião pública foi contra, colocando o ministro Gilmar Mendes em desgosto popular. O delegado Protógenes Queiroz afirmou que houve tentativa de obstrução da investigação na Operação Satiagraha.[carece de fontes?]
Em 6 de novembro de 2008, o STF julgou, por 9 votos a 1, legítima a decisão de seu presidente Gilmar Mendes, que o mandou soltar em julho por duas vezes em menos de 48 horas o empresário Daniel Dantas, do Opportunity.
Em novembro de 2010, o ex-delegado exonerado Protógenes Queiroz, por sua atuação na Satiagraha, foi condenado a três anos e quatro meses de prisão pelos crimes de violação de sigilo funcional e fraude processual. O Ministério Público entendeu também que ele deve responder pelos crimes de prevaricação e corrupção passiva.
O Conselho Nacional de Justiça (CNJ) arquivou as denúncias contra Fausto de Sanctis por ter sido promovido a desembargador. O plenário do conselho considerou impor a pena de censura ao magistrado, mas como essa pena é impossível a um desembargador preferiu arquivar.
Em 7 de junho de 2011, O Superior Tribunal de Justiça (STJ) anulou as provas obtidas pela Operação Satiagraha, que resultou na condenação por corrupção do banqueiro Daniel Dantas, dono o grupo Opportunity, a 10 anos de prisão. Por 3 votos a 2, a 5.ª Turma do STJ concluiu que foi ilegal a participação de integrantes da Agência Nacional de Inteligência (Abin) nas investigações.

### Todos os bloqueios determinados nos âmbitos das operações foram liberados.
Em 15 de junho de 2016, a Justiça Federal de São Paulo julgou procedente pedido de desbloqueio dos recursos do Opportunity já que em 24 de junho de 2015, o Ministro Luiz Fux do  Supremo Tribunal Federal ratificou a decisão do Superior Tribunal de Justiça que anulou a Operação Satiagraha. Assim, o Ministério Público Federal de São Paulo manifestou-se pelo desbloqueio dos recursos

### Exoneração do Delegado Protógenes Queiroz por condução da operação Satiagraha
Supremo condena Protógenes Queiroz por condução da operação Satiagraha. O ex-delegado exonerado da Polícia Federal Protógenes Queiroz foi exonerado no dia 13 de outubro de 2015. De acordo com a acusação do Ministério Público Federal acolhida pelo STF, Protógenes teria revelado a jornalistas que, no dia 19 de junho de 2008, ocorreria uma reunião em um restaurante paulista entre dois investigados na Operação Satiagraha, Humberto Braz e Hugo Chicaroni, e um delegado da PF. Protógenes teria cometido violação do sigilo funcional, conforme o Ministério Público, por ter informado a dois jornalistas a data em que seria deflagrada a operação policial, dia 8 de julho de 2008.
Em 18 de agosto de 2015, a 2ª Turma do Supremo Tribunal Federal declara trânsito em julgado da condenação imposta ao ex-delegado da Polícia Federal, Protógenes Queiroz pela prática de violação de sigilo funcional qualificado na condução da operação Satiagraha. O ex-delegado exonerado da Polícia Federal Protógenes Queiroz foi exonerado no dia 13 de outubro de 2015. De acordo com a acusação do Ministério Público Federal acolhida pelo STF, Protógenes teria revelado a jornalistas que, no dia 19 de junho de 2008, ocorreria uma reunião em um restaurante paulista entre dois investigados na Operação Satiagraha, Humberto Braz e Hugo Chicaroni, e um delegado da PF. Protógenes teria cometido violação do sigilo funcional, conforme o Ministério Público, por ter informado a dois jornalistas a data em que seria deflagrada a operação policial, dia 8 de julho de 2008.

### BC aprova mudança do Opportunity para banco de investimento
O Banco Central (BC) aprovou a mudança de objeto social do Opportunity para banco de investimento, passando a se chamar Banco Opportunity de Investimento S.A.
A autorização, publicada no "Diário Oficial da União" nesta segunda-feira, é da diretoria de organização do sistema financeiro e controle de operações do crédito rural do BC.
Em 5 de maio de 2015, foi aprovado pela CVM, a pedido do Dorio Ferman, controlador do Banco Opportunity, o cancelamento do registro de funcionamento do Banco Opportunity de Investimento.

### Daniel Dantas é absolvido da operação Chacal
Daniel Dantas era réu numa ação penal decorrente da Operação Chacal, deflagrada pela PF em setembro de 2004. Na ocasião já estava sendo acusado de ter praticado os crimes de violação de sigilo de informação reservada e corrupção, através da empresa Kroll, para ter acesso a dados de pessoas e empresas em órgão públicos, os quais, por determinação legal, são reservados (sigilosos).
Em 10 de fevereiro de 2012, Daniel Dantas é absolvido das acusações originadas pela Operação Chacal.
Em 1 de dezembro de 2015, o Tribunal Regional Federal da 3ª Região (TRF), em votação unânime, confirmou a absolvição de Daniel Dantas e também reconheceu a fraude na denúncia feita a Polícia Federal pela Telecom Italia.

### Banco Mundial pede desculpas ao Opportunity
No dia 15 de junho de 2012, como Daniel Dantas estava sendo investigado pela operação Satiagraha, que resultou na exoneração do delegado responsável anulação da operação pelo STJ, Daniel Dantas foi incluído indevidamente como um dos quatro brasileiros listados, juntamente com o banqueiro Edemar Cid Ferreira e o então deputado federal Paulo Maluf,  pelo Banco Mundial em uma lista de 150 casos internacionais de corrupção. O projeto do Banco Mundial denominado "The Grand Corruption Cases Database Project" contém casos em que foram comprovadas movimentações bancárias de pelo menos um milhão de dólares.
No mesmo dia o Opportunity encaminhou ao Banco Mundial notificação solicitando a retirada do nome de Daniel Dantas esclarecendo que a operação Satiagraha foi ancorada em provas fraudadas e crimes financeiros inexistentes e declarada nula pelo Supremo Tribunal Federal. O erro foi constatado e as informações foram retiradas em 18 de junho.
Em 25 de junho, o Banco Mundial encaminhou carta ao Opportunity em que relata a retirada das informações erradas do site e pede desculpas por eventuais transtornos causados.

### Habeas corpus
No dia seguinte às prisões o ministro Gilmar Mendes, então presidente do Supremo Tribunal Federal, que algumas semanas antes de ser deflagrada a operação policial começara, juntamente com seu melhor amigo, Marcio Chaer, no Consultor Jurídico e na TV aberta, a fazer uma pressão pela mídia para desqualificá-la, mencionando gangsters, vazamentos, espetacularização, uso indiscriminado de grampos considerou, monocraticamente, "desnecessária" a prisão preventiva dos suspeitos, pois não há ameaça às provas colhidas durante a operação da Polícia Federal, e concedeu habeas corpus a todos os integrantes do grupo Opportunity: Daniel Dantas, Verônica Dantas Daniele Silbergleid Ninnio, Arthur Joaquim de Carvalho, Carlos Bernardo Torres Rodenburg, Eduardo Penido Monteiro, Dório Ferman, Itamar Benigno Filho, Norberto Aguiar Tomás, Maria Amália Delfim de Melo Coutrin, Rodrigo Bhering de Andrade. Essa decisão do STF não beneficiou Nahas e Pitta

## Finalização do processo Satiagraha
Dantas foi libertado dessa prisão por um segundo habeas corpus, também concedido pelo ministro Gilmar Mendes.[carece de fontes?]

### Anulação de todos os procedimentos decorrentes da Operação da Satiagraha da Polícia Federal
Em 7 de junho de 2011, A 5ª Turma do Superior Tribunal de Justiça anulou todos os procedimentos decorrentes da Operação da Satiagraha da Polícia Federal, inclusive a condenação do banqueiro Daniel Dantas por corrupção ativa. Por três votos a dois, o STJ considerou que a atuação da Agência Brasileira de Inteligência (Abin) na operação da PF violou os princípios constitucionais da impessoalidade, da legalidade e do devido processo legal.
Em 21 de outubro de 2014, a 2ª Turma do Supremo Tribunal Federal condenou o deputado Protógenes Queiroz a 2 anos e 6 meses de prisão por violação de sigilo funcional qualificada. A decisão, unânime, foi tomada em recurso ordinário apresentado contra decisão da Justiça Federal que o condenava também por fraude processual. Com a condenação, ele perde o cargo de delegado da Polícia Federal e a Câmara será intimada a cassar o mandato de deputado federal pelo PCdoB-SP. O julgamento desta terça foi uma das consequências da atuação de Protógenes na condução da Operação Satiagraha, da Polícia Federal.
Em 14 de outubro de 2015, o governo federal exonerou o delegado da Polícia Federal Protógenes Queiroz que, em 2008, comandou a Operação Satiagraha, que prendeu o banqueiro Daniel Dantas e o ex-prefeito de São Paulo Celso Pitta.
Em 22 de fevereiro de 2016, em Apelação Criminal, a 5ª Turma do Tribunal Regional Federal da 3ª Região (TRF3) decretou o arquivamento da ação penal relativa aos crimes financeiros imputados ao Opportunity na operação Satiagraha. A 5ª Turma do TRF3 também absolveu Daniel Dantas do crime de corrupção no âmbito da mesma operação.